# Aldo Parodi
Aldo Sergio Nicolás Parodi (Santiago de Chile, 10 de enero de 1953) es un actor y director chileno.  

## Biografía
Estudió teatro en la Facultad de Artes de la Universidad de Chile junto a Andrés Pérez, Alfredo Castro y José Soza. Participó en puestas en escena de las obras La negra Ester y Todos estos años, bajo la tutela del Gran Circo Teatro. 
El trabajo de Parodi en la pantalla grande ha entregado a la cinematografía chilena algunas notables actuaciones, destacando su aporte a las cintas Caluga o Menta de Gonzalo Justiniano, Cielo Ciego de Nicolás Acuña y en Johnny cien pesos de Gustavo Graef Marino, todas películas en donde ha interpretado con maestría a violentos y marginales personajes. También se destaca su participación en varias producciones televisivas tales como el detective José Montecinos en Rompecorazón (1994), y su rol como académico en Universidad de las Américas y en el Instituto Douc de la ciudad de Viña del Mar, en donde se ha dedicado a la formación de nuevas generaciones de actores.

## Filmografía

### Películas
- Caluga o Menta (1990) como Nacho
- Johnny cien pesos (1993) como "El Loco".
- Miss bolero (1994)
- La rubia de Kennedy (1995)
- Cielo Ciego (1998)
- El desquite (1999)
- La fiebre del loco (2001)
- Tres noches de un sábado (2002)
- Machuca (2004)
- Mujeres infieles (2004)
- La buena vida (2008)
- Súper (2009)
- Post mortem (2010)
- La mujer de Iván (2011)
- Dios me libre (2011)
- Y de pronto el amanecer (2017)
- Mi amigo Alexis (2019)[3]

### Telenovelas
- De Cara al Mañana como Don Ambrosio
- La dama del balcón como Gastón Ruiz
- Rompecorazón como Señor Montecinos
- Playa salvaje como Martín Acosta
- Cerro Alegre como Archibaldo Alameda
- Corazón pirata como Casimiro Cataldo
- Piel canela como El Maestrito
- Xfea2 como Señor Yang
- 17 como Oriundo
- Gatas y tuercas como Juez
- Manuel Rodríguez como Conde Alfonso Sánchez de Toledo
- La doña como doctor
- La sexóloga
- Las Vega's como Profesor de teatro.
- Graduados como Walter Bruna

### Series y unitarios
- La Quintrala como Padre Luis Venegas
- Vivir así
- Brigada Escorpión
- La buhardilla
- Mea Culpa
- La vida es una lotería
- Bienvenida realidad
- Tiempo final
- Magi-K
- Loco por ti
- Heredia y asociados
- El cuento del tío
- Los simuladores
- JPT: Justicia para todos
- Huaiquimán y Tolosa
- Mi bella genio
- Karma
- Prófugos
- Los años dorados
- El bosque de Karadima